# Janne Marcuson
Johan (Janne) Magnus Marcuson (i riksdagen kallad Marcuson i Skogen), född 6 oktober 1832 i Skredsvik, Göteborgs och Bohus län, död 25 juni 1922 i Högås församling, var en svensk ångbåtskommissionär och riksdagsman.
Marcuson var ångbåtskommissionär i Sundssandvik i Bohuslän. Han var ledamot av riksdagens andra kammare.